# Tsurugashima
Tsurugashima (鶴ヶ島市 Tsurugashima-shi?) es una ciudad en la prefectura de Saitama, Japón, localizada en el centro-este de la isla de Honshū, en la región de Kantō. Tenía una población estimada de 70 067 habitantes el 1 de marzo de 2021 y una densidad de población de 3970 personas por km².

## Geografía
Tsurugashima está localizada en el centro geográfico de la prefectura de Saitama. Limita con las ciudades de Kawagoe, Sakado y Hidaka.

## Historia
El área alrededor de la moderna Tsurugashima ha estado habitada desde tiempos prehistóricos, y varios grandes túmulos funerarios del período Kofun se conservan dentro de los límites de la ciudad. Durante el período Edo, el área estaba bajo el control del dominio Kawagoe. La villa de Tsurugashima fue creada dentro del distrito de Koma el 1 de abril de 1889. El distrito de Koma fue abolido en 1896 y pasó a ser parte del distrito de Iruma. Tsurugashima fue elevada al estatus de pueblo el 1 de abril de 1966 y de ciudad el 1 de septiembre de 1991.

## Demografía
Según los datos del censo japonés, la población de Tsurugashima ha crecido fuertemente en los últimos 50 años.
| Gráfica de evolución demográfica de Tsurugashima entre 1945 y 2015 |
|                                                                    |
| Oficina de Estadística de Japón                                    |